# LOVE y otras fantasías
LOVE y otras fantasías es un Especial de Televisión que protagonizó Thalia y producido por Televisa en el año 1992 originalmente llamado Love y sus fantasías.

## Lista de canciones

### Introducción
En la Introducción Thalia habla:

¿Sabían que hay espacios donde todo puede suceder? Si y en ellos puedo revivir los mejores momentos de mi vida los más emocionantes o tal vez recrear una que otra historia de amor de esas divertidas y peligrosas regresan ala memoria mis melodías favoritas se dejan escuchar por unos segundos y luego se van para no volver entonces puedo jugar que soy otra persona o que visitó diferentes mundos nunca antes explorados por el simple gusto de cubrir  sus secretos y hacerlos mios hoy me voy a dejarme sorprender por esas fantasias que se encuentran libres en el aire esperando el instante de que alguien los atrape para vivir aunque sea unos segundos desde aquí voy a contarle cuentos voy a traerles recuerdos canciones voy a dejar que me encuentren...
Thalia en el especial Love

### La Vie en Rose
“La Vida en Rosa” es el tercer sencillo del exitoso álbum de Thalia “Love”. La canción fue presentada en 1992 y fue una adaptación del famoso tema de la cantante francesa Édith Piaf, titulada "La Vie en Rose”.
El tema es considerado uno de los clásicos del álbum “Love” junto a otros como “Sangre”, “Love” y “El Dia Del Amor”, entre otros.
Thalia está sentada con un vestido Rosa y habla:

¿Saben? seamos de carne y hueso o de trapo y porcelana todas tenemos nuestras fantasías nuestros mundos magicos que existen fuera o dentro de estas paredes son muy diferentes a los otros y como tiene que ser la vida fuera de este escaparate que es una broma? o definitivamente no? la vida no tiene que ser sería o chistosa es más bien un montón de momentos que se miran de diferente manera la vida es muchas cosas sin forma esta aquí en una ventana o es un regalo un regalote que al principio y al final de muchos dias puede de como sea yo quiero que la mia sea diferente más atrevida más alegre más como yo (risa)no se ... (sopla el regalo)
Thalia presentando la canción

### Déjame Escapar
Thalia – Déjame Escapar - “Love y Sus Fantasías” 1992 La canción “Déjame Escapar” es una balada pop de la autoría de Áureo Baqueiro. Fue interpreteda por Thalia en el legendario especial “Love y Sus Fantasías” producido por Televisa en el año 1993. En 1994, Thalia alargó el especial con canciones adicionales del disco “LOVE” y con sencillos de “Thalia 1990” y “Mundo de Cristal”.

## ESPECIAL
En 1993 Thalia alargó el especial con canciones extra de LOVE y con sencillos de Thalia 1990 y Mundo de Cristal LOVE y otras fantasías con el siguiente listado : 
- Presentación (Inicio)
- La vie en rose (canción de Thalía)
- El día del Amor
- El bronceador
- No trates de engañarme
- María Mercedes (canción)
- En la intimidad
- Sangre (canción)
- Pienso en ti
- Love
- Sudor (canción)
- Déjame Escapar
- Amarillo Azul (Final)

- Datos: Q21059790